# Balcis bipartita
Balcis bipartita is een slakkensoort uit de familie van de Eulimidae. De wetenschappelijke naam van de soort is voor het eerst geldig gepubliceerd in 1859 door Mörch.